# 무함마드 파리스

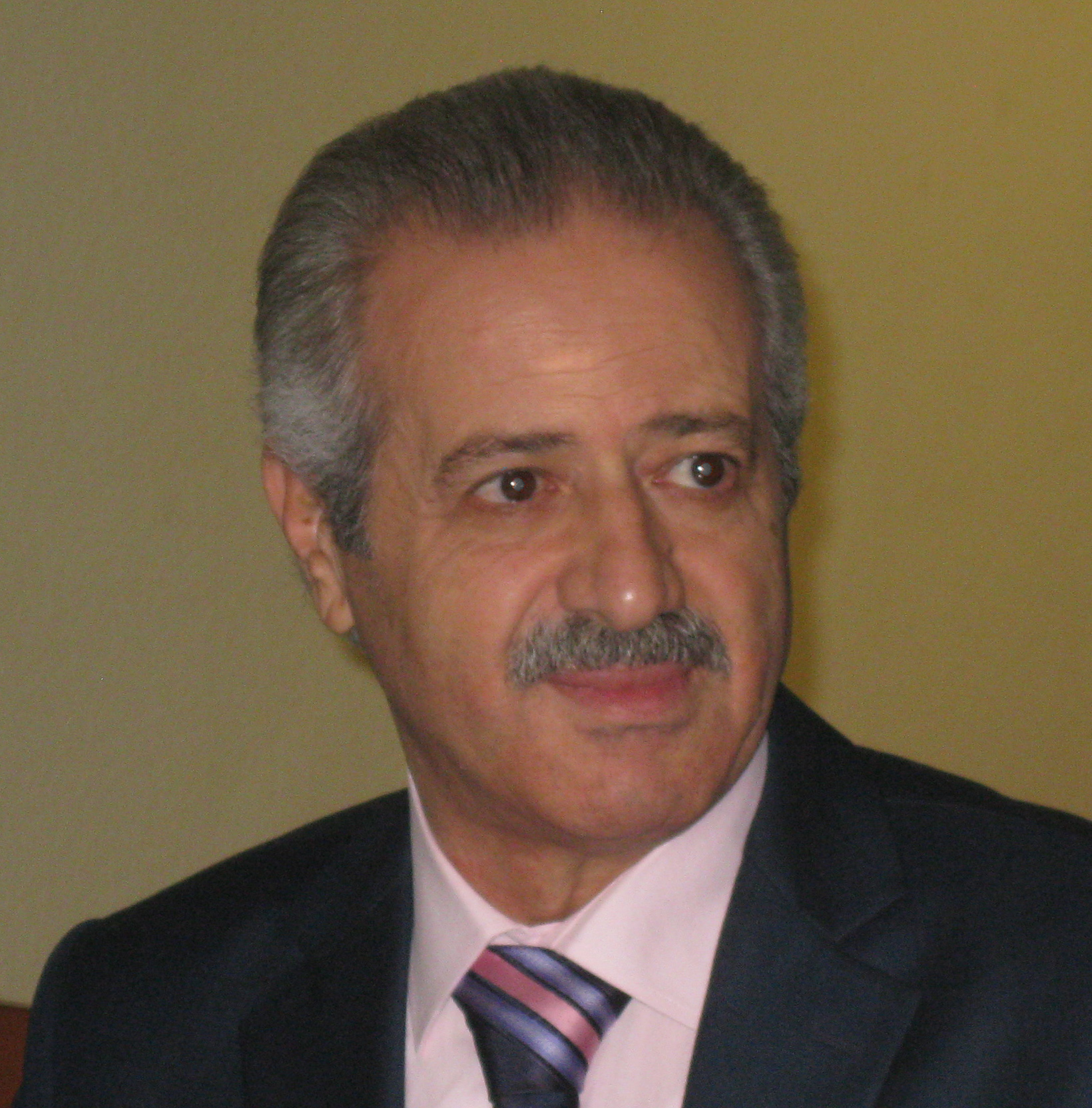
2012년 모습

무함마드 파리스(본명: 무함마드 아흐메드 파리스, Muhammed Faris, 아랍어: محمد احمد ارس, Muḥammad ʾAḥmad Fāris, 1951년 5월 26일 ~ 2024년 4월 19일)는 시리아의 군사 비행사이자 우주비행사였다. 우주에 간 최초의 시리아인이자 두 번째 아랍인이었다.

## 경력
시리아 알레포에서 태어난 그는 시리아 공군 대령 계급의 조종사였다. 1985년 9월 30일 인터코스모스 우주 비행 프로그램에 참여하도록 선발되었을 때 항해 전문가였다.
파리스는 1987년 7월 소유스 TM-3의 인터코스모스 프로그램에서 연구 우주 비행사로 미르 우주 정거장으로 비행하여 우주에서 7일 23시간 5분을 보냈다. 그는 소유스 TM-2를 타고 지구로 돌아왔다.
파리스는 다마스커스에서 흙을 운반하는 유리병인 최초의 기록된 지구 흙을 우주로 운반한 것으로 알려져 있다.
파리스는 1987년 7월 30일에 소련 영웅이라는 칭호를 받았다. 그는 또한 레닌 훈장을 받았다.
우주 비행 후 파리스는 시리아 공군으로 돌아와 알레포에 살았다.